# Копанева, Тамара Александровна
Тамара Александровна Копанева (род. 25 февраля 1933 года, пос. Кильмезь, Кировская область) — российская писательница, автор книг для детей. Член Союза писателей (2017) и Союза журналистов России. Лауреат премии имени А. С. Грина (2017).

## Биография
Родилась в пос. Кильмезь.
Сочинительством начала заниматься с семи лет. Впоследствии вспоминала: «У меня был „остров одиночества“ в лесу, я туда уходила и сочиняла сказки, стихи». В девять лет написала первое стихотворение, а когда ей было 14 лет, появилась её первая публикация — в газете «Пионерская правда».
В 1956 году в газете «Комсомольское племя» был опубликован её рассказ «Роль», по которому без ведома автора на студии «Беларусьфильм» сняли фильм «Годы молодые».
Окончила историко-филологический факультет Кировского педагогического института имени В. И. Ленина (впоследствии Вятский государственный гуманитарный университет, ныне в составе ВятГУ), учитель русского языка и литературы. Работала в Такашурской школе Кильмезского района учителем, была директором школы. Работала на радио корреспондентом, редактором детских передач. 30 лет проработала редактором детских передач на телевидении, ветеран кировского телевидения. Вела кружки, детские студии. Являлась педагогом-организатором в Вятской гуманитарной гимназии. Лауреат областных и всероссийских конкурсов по организации воспитательной работы в школе.
Проживает в городе Кирове. Автор 6 книг.

## Книги
- Тамара Копанева Сказки старого города: [для детей].; [худож. Дедова Т. П.]. — Киров: Кировская обл. тип., 1995. — 68 с.: ил.; — ISBN 5-88186-100-0
- Тамара Копанева Потаённая дверь: Сказки, притчи, побасенки.; худож. М. П. Аюпова. — Киров: Маури-принт, 2004. — 140 с.
- Тамара Копанева Вятское далёко. Как Ванчё себе невесту выбирал: бывальщины.; худож. Т. Коршунова. — Киров: Дом печати — Вятка, 2005. — 134 с.: ил.
- Тамара Копанева Тайна добра, или Как не стать Бабой Ягой: сказка: [для среднего школьного возраста]. — Вятка [Киров]: О-Краткое, 2007. — 189 с.: цв. ил. (В пер.) — ISBN 978-5-91402-010-8
- Тамара Копанева О чём молчала Звезда: сказка-повесть; [худож. Александр Демышев]. — Киров: О-Краткое, 2013. — 220 с. ISBN 978-5-91402-149-5 [7]
- Тамара Копанева Вятское далёко: по мотивам старых вятских сказок для детей и взрослых; Как Ва́нчё себе невесту выбирал: бывальщины. [Худож. Татьяна Коршунова]. — Вятка (Киров: О-Краткое, 2015. — 463 с.: цв. ил.; + 1 электрон. опт. диск (CD-ROM) + игра.; 1000 экз. — ISBN 978-5-91402-192-1

## Премии и награды
- Награждена медалями: «Ветеран труда», «Честь и польза» международного благотворительного фонда «Меценаты столетия»[6];
- Дипломант премии им. Кирова Союза журналистов России (1985)[6];
- Лауреат конкурса «Вятская книга» (2007);
- Дипломант премии «Перо Жар-птицы» «Сказочных игр на Вятке» (2013);
- Книга «Вятское далёко» (2015) удостоена премии «Золотой витязь» в номинации «Литература для детей и юношества» на одноименном VII Международном славянском литературном форуме (2016), победитель XIII Международного конкурса государств-участников СНГ «Искусство книги» в номинации «Книга для детей и юношества» (2016);
- Лауреат Премии Губернатора Кировской области в номинации «Премия имени Александра Степановича Грина» (2018) за книгу «Вятское далёко»[8].